# 311

## Nașteri
- dată necunoscută: Wulfila  (d. 383)

## Decese
- 5 martie: Galerius (Gaius Galerius Valerius Maximianus), 60 ani, împărat roman (n. 250)
- 3 decembrie: Dioclețian (Gaius Aurelius Valerius Diocletianus), 66 ani, împărat roman (n. 244)